# 哥倫比亞穴䳍
哥倫比亞穴䳍（学名：Crypturellus erythropus saltuarius）是哥倫比亞特有的一種䳍，有可能已經滅絕。自1943年發現其模式標本後就再沒有其他確實的紀錄，但於1970年代至2008年的一些報告及仍有一些生存的可能性，故有指牠們仍是現生種。牠們分佈在哥倫比亞的奧卡尼亞山區。
哥倫比亞穴䳍有時會被分類為一個物種，或是紅腳穴䳍的亞種。但是，美國鳥類學者協會（American Ornithologists' Union）拒絕將牠們看為一個物種，因為現存的資料並不足以支持這個說法。國際鳥盟亦同意這個分類，故牠們於2008年被剔除於世界自然保護聯盟紅色名錄。

## 特徵
哥倫比亞穴䳍與紅腳穴䳍相似。牠們約長27-32厘米，中等身型。上身呈深紅色，雙翼是褐色的，下身較淡色，臀部有黑色斑紋，下顎白色，喉嚨呈淡灰色。

## 生態
哥倫比亞穴䳍的模式標本是在塞薩爾省海拔150米的地方採集，而另一個已遺失的標本則是在托利馬近馬里基塔海拔約500米的地方採集的，兩者都是位於馬格達萊納河河谷。傳統上認為哥倫比亞穴䳍是棲息在乾旱的落葉森林及大草原，但後者相信是一個誤會，而將森林分類為乾旱亦是誇張了。牠們可能仍然生存在一些東科迪勒拉的山腳森林中，及聖盧卡斯以東的山區。

## 保育狀況
哥倫比亞穴䳍可能是受到獵殺及伐林的威脅。發現牠們的地方已大量的改為農地，馬格達萊納河的大片地方亦變成草坪或已開發，餘下的雨林也已被開發。現時只餘下約1-2%的森林。但根據當地人的資料，牠們有可能仍然生存，故有建議進行勘查來確定。現時並沒有任何保育哥倫比亞穴䳍的計劃。
哥倫比亞穴䳍原於2006年被列為極危物種，但因分類問題而從世界自然保護聯盟紅色名錄中被剔除。

## 外部連結
- BirdLife Species Factsheet